# Tooma
Tooma est un village de la Commune de Jõgeva du Comté de Jõgeva en Estonie.
Au 31 décembre 2011, il compte 17 habitants.